# Manisa (Provinz)
Manisa ist eine Provinz der Türkei mit einer Fläche von 13.340 km² und einer Bevölkerung von knapp 1,5 Mio. Menschen, von denen etwa 420.000 in der Provinzhauptstadt Manisa leben. Die Einwohnerdichte beträgt 109 Einwohner/km². Bis 1920 wurde die von der Saruchanidendynastie abgeleitete Bezeichnung Saruhan für die Provinz verwendet. Das Kfz-Kennzeichen hat die Nummer 45.

## Lage
Die Provinz ist eine von acht Provinzen der Ägäis-Region (türk. Ege Bölgesi) und hat einen Bevölkerungsanteil von 13,6 Prozent, der Flächenanteil liegt bei 14,6 Prozent. Die Provinz wird von Südosten bis Nordwesten von İzmir begrenzt, im Norden von Balıkesir, im Osten von Kütahya und Uşak und schließlich im Süden von Denizli und Aydın.

## Verwaltung
Manisa ist seit 2012 eine Großstadt (Büyükşehir belediyesi). Nach einer Verwaltungsreform 2013 sind alle Landkreise direkt dem Oberbürgermeister von Manisa unterstellt. Die ehemaligen Bürgermeister der Gemeinden (Belediye) wurden auf den Rang eines Muhtars heruntergestuft. Damit sind die 18 Landkreise gleichzeitig Stadtbezirke, jede(r) davon gliedert sich in Stadtviertel/Ortsteile (Mahalle), insgesamt gibt es 1089 davon. Ein Muhtar ist in jedem Mahalle der oberste Beamte.
| Kreis- code 1 | Landkreis İlçe | Fläche 2 (km²) | Bevölkerung am 31.12.2020 3 | Bevölkerung am 31.12.2020 3 | Bevölkerung am 31.12.2020 3 | Anzahl der Mahalle | Bevölke rungs dichte (Einw./km²) | Sex Ratio 4 Frauen auf 1000 Männer | Grün- dungs da- tum 5, 6 |
| Kreis- code 1 | Landkreis İlçe | Fläche 2 (km²) | Gesamt                      | männlich                    | weiblich                    | Anzahl der Mahalle | Bevölke rungs dichte (Einw./km²) | Sex Ratio 4 Frauen auf 1000 Männer | Grün- dungs da- tum 5, 6 |
| ------------- | -------------- | -------------- | --------------------------- | --------------------------- | --------------------------- | ------------------ | -------------------------------- | ---------------------------------- | ------------------------ |
| 1751          | Ahmetli        | 227            | 16.614                      | 8.377                       | 8.237                       | 23                 | 73,2                             | 983                                | 1987                     |
| 1118          | Akhisar        | 1.645          | 174.850                     | 87.802                      | 87.048                      | 109                | 106,3                            | 991                                |                          |
| 1127          | Alaşehir       | 971            | 105.145                     | 53.683                      | 51.462                      | 87                 | 108,3                            | 959                                |                          |
| 1269          | Demirci        | 1.321          | 39.258                      | 18.345                      | 20.913                      | 101                | 29,7                             | 1140                               |                          |
| 1793          | Gölmarmara     | 310            | 15.335                      | 7.720                       | 7.615                       | 21                 | 49,5                             | 986                                | 1987                     |
| 1362          | Gördes         | 902            | 27.363                      | 13.464                      | 13.899                      | 64                 | 30,3                             | 1032                               |                          |
| 1470          | Kırkağaç       | 541            | 38.245                      | 19.198                      | 19.047                      | 47                 | 70,7                             | 992                                |                          |
| 1965          | Köprübaşı      | 447            | 12.958                      | 6.392                       | 6.566                       | 46                 | 29,0                             | 1027                               | 1990                     |
| 1489          | Kula           | 981            | 44.035                      | 21.704                      | 22.331                      | 60                 | 44,9                             | 1029                               |                          |
| 1590          | Salihli        | 1.359          | 164.371                     | 81.678                      | 82.693                      | 103                | 121,0                            | 1012                               |                          |
| 1600          | Sarıgöl        | 432            | 35.912                      | 17.800                      | 18.112                      | 35                 | 83,1                             | 1018                               | 1957                     |
| 1606          | Saruhanlı      | 771            | 55.970                      | 28.093                      | 27.877                      | 50                 | 72,6                             | 992                                | 1959                     |
| 2086          | Şehzadeler     | 726            | 168.110                     | 85.886                      | 82.224                      | 67                 | 231,6                            | 957                                | 2012                     |
| 1613          | Selendi        | 820            | 19.728                      | 9.881                       | 9.847                       | 57                 | 24,1                             | 997                                | 1954                     |
| 1634          | Soma           | 515            | 110.935                     | 55.626                      | 55.309                      | 71                 | 215,4                            | 994                                |                          |
| 1689          | Turgutlu       | 549            | 169.882                     | 85.289                      | 84.593                      | 61                 | 309,4                            | 992                                |                          |
| 2087          | Yunusemre      | 823            | 251.905                     | 127.786                     | 124.119                     | 87                 | 306,1                            | 971                                | 2012                     |
| 45 Manisa     | 45 Manisa      | 13340          | 1.450.616                   | 728.724                     | 721.892                     | 1089               | 108,7                            | 991                                |                          |

## Bevölkerung

### Jährliche Bevölkerungsentwicklung
Nachfolgende Tabelle zeigt die jährliche Bevölkerungsentwicklung nach der Fortschreibung durch das 2007 eingeführte adressierbare Einwohnerregister (ADNKS). Zusätzlich sind die Bevölkerungswachstumsrate und das Geschlechterverhältnis (Sex Ratio d. h. die rechnerisch ermittelte Anzahl der Frauen pro 1000 Männer) aufgeführt.

| Jahr | Bevölkerung am Jahresende | Bevölkerung am Jahresende | Bevölkerung am Jahresende | Wachstums- rate der Be- völkerung (in %) | Geschlechter verhältnis (Frauen auf 1000 Männer) | Rang (unter den 81 Provinzen) |
| Jahr | gesamt                    | männlich                  | weiblich                  | Wachstums- rate der Be- völkerung (in %) | Geschlechter verhältnis (Frauen auf 1000 Männer) | Rang (unter den 81 Provinzen) |
| ---- | ------------------------- | ------------------------- | ------------------------- | ---------------------------------------- | ------------------------------------------------ | ----------------------------- |
| 2020 | 1.450.616                 | 728.724                   | 721.892                   | 0,69                                     | 991                                              | 14                            |
| 2019 | 1.440.611                 | 725.238                   | 715.373                   | 0,77                                     | 986                                              | 14                            |
| 2018 | 1.429.643                 | 720.337                   | 709.306                   | 1,17                                     | 985                                              | 14                            |
| 2017 | 1.413.041                 | 710.378                   | 702.663                   | 1,15                                     | 989                                              | 14                            |
| 2016 | 1.396.945                 | 701.094                   | 695.851                   | 1,20                                     | 993                                              | 14                            |
| 2015 | 1.380.366                 | 691.955                   | 688.411                   | 0,91                                     | 995                                              | 14                            |
| 2014 | 1.367.905                 | 686.379                   | 681.526                   | 0,62                                     | 993                                              | 14                            |
| 2013 | 1.359.463                 | 682.097                   | 677.366                   | 0,998                                    | 993                                              | 14                            |
| 2012 | 1.346.162                 | 673.700                   | 672.462                   | 0,45                                     | 998                                              | 14                            |
| 2011 | 1.340.074                 | 671.361                   | 668.713                   | −2,86                                    | 996                                              | 14                            |
| 2010 | 1.379.484                 | 714.064                   | 665.420                   | 3,57                                     | 932                                              | 14                            |
| 2009 | 1.331.957                 | 669.724                   | 662.233                   | 1,16                                     | 989                                              | 14                            |
| 2008 | 1.316.750                 | 656.051                   | 660.699                   | −0,24                                    | 1.007                                            | 14                            |
| 2007 | 1.319.920                 | 667.061                   | 652.859                   | –                                        | 979                                              | 14                            |

### Volkszählungsergebnisse
Nachfolgende Tabellen geben den bei den 14 Volkszählungen dokumentierten Einwohnerstand der Provinz Manisa wieder. Die Werte der linken Tabelle entstammen E-Books (der Originaldokumente) entnommen, die Werte der rechten Tabelle basieren aus der Datenabfrage des Türkischen Statistikinstituts TÜIK
| Jahr | Bevölkerung am Zensustag | Bevölkerung am Zensustag | jährl. Wachs- tumsrate in % | R a n g |
| Jahr | Türkei                   | Provinz Manisa           | Provinz Manisa              | R a n g |
| ---- | ------------------------ | ------------------------ | --------------------------- | ------- |
| 1927 | 13.648.270               | 374.013                  | –                           | 7       |
| 1935 | 16.158.018               | 426.237                  | 2,30                        | 7       |
| 1940 | 17.820.950               | 455.812                  | 2,06                        | 8       |
| 1945 | 18.790.174               | 472.789                  | 1,09                        | 8       |
| 1950 | 20.947.188               | 520.091                  | 2,30                        | 8       |
| 1955 | 24.064.763               | 562.155                  | 2,98                        | 9       |
| 1960 | 27.754.820               | 657.104                  | 3,07                        | 9       |

| Jahr | Bevölkerung am Zensustag | Bevölkerung am Zensustag | jährl. Wachs- tumsrate in % | R a n g |
| Jahr | Türkei                   | Provinz Manisa           | Provinz Manisa              | R a n g |
| ---- | ------------------------ | ------------------------ | --------------------------- | ------- |
| 1965 | 31.391.421               | 748.545                  | 2,78                        | 8       |
| 1970 | 35.605.176               | 805.650                  | 1,53                        | 8       |
| 1975 | 40.347.719               | 872.375                  | 1,66                        | 8       |
| 1980 | 44.736.957               | 941.941                  | 1,59                        | 9       |
| 1985 | 50.664.458               | 1.050.130                | 2,30                        | 8       |
| 1990 | 56.473.035               | 1.154.418                | 1,99                        | 9       |
| 2000 | 67.803.927               | 1.260.169                | 0,92                        | 12      |

Anzahl der Provinzen bezogen auf die Censusjahre:
- 1927, 1940 bis 1950: 63 Provinzen
- 1935: 57 Provinzen
- 1955: 67 Provinzen
- 1960 bis 1985: 73 Provinzen
- 1990: 73 Provinzen
- 2000: 81 Provinzen

### Detaillierte Volkszählungsergebnisse
| Jahr | Gesamtbevölkerung | Gesamtbevölkerung | Gesamtbevölkerung | Stadtbevölkerung | Stadtbevölkerung | Stadtbevölkerung | Stadtbevölkerung | Landbevölkerung | Landbevölkerung | Landbevölkerung | Landbevölkerung |
| Jahr | Gesamt            | männlich          | weiblich          | Gesamt           | %                | männlich         | weiblich         | Gesamt          | %               | männlich        | weiblich        |
| ---- | ----------------- | ----------------- | ----------------- | ---------------- | ---------------- | ---------------- | ---------------- | --------------- | --------------- | --------------- | --------------- |
| 1927 | 372.558           | 182.147           | 190.411           | 108.972          | 29,25            | 55.997           | 52.975           | 263.586         | 70,75           | 126.150         | 137.436         |
| 1935 | 426.237           | 208.883           | 217.354           | 123.295          | 28,93            | 60.899           | 62.396           | 302.942         | 71,07           | 147.984         | 154.958         |
| 1940 | 455.812           | 225.070           | 230.742           | 138.128          | 30,30            | 72.221           | 65.907           | 317.684         | 69,70           | 152.849         | 164.835         |
| 1945 | 472.789           | 234.013           | 238.776           | 134.307          | 28,41            | 66.861           | 67.446           | 338.482         | 71,59           | 167.152         | 171.330         |
| 1950 | 520.091           | keine Angaben     | keine Angaben     | 146.347          | 28,14            | keine Angaben    | keine Angaben    | 373.744         | 71,86           | keine Angaben   | keine Angaben   |
| 1955 | 562.155           | 283.943           | 278.212           | 171.997          | 30,60            | 88.286           | 83.711           | 390.158         | 69,40           | 195.657         | 194.501         |
| 1960 | 657.104           | 334.446           | 322.658           | 228.126          | 34,72            | 118.977          | 109.149          | 428.978         | 65,28           | 215.469         | 213.509         |
| 1965 | 748.545           | 381.798           | 366.747           | 265.857          | 35,52            | 139.936          | 125.921          | 482.688         | 64,48           | 241.862         | 240.826         |
| 1970 | 805.650           | 405.339           | 400.311           | 299.202          | 37,14            | 155.126          | 144.076          | 506.448         | 62,86           | 250.213         | 256.235         |
| 1975 | 872.375           | 440.674           | 431.701           | 341.489          | 39,14            | 176.118          | 165.371          | 530.886         | 60,86           | 264.556         | 266.330         |
| 1980 | 941.941           | 475.195           | 466.746           | 396.297          | 42,07            | 206.184          | 190.113          | 545.644         | 57,93           | 269.011         | 276.633         |
| 1985 | 1.050.130         | 531.281           | 518.849           | 481.897          | 45,89            | 250.626          | 231.271          | 568.233         | 54,11           | 280.655         | 287.578         |
| 1990 | 1.154.418         | 583.838           | 570.580           | 590.374          | 51,14            | 306.274          | 284.100          | 564.044         | 48,86           | 277.564         | 286.480         |
| 2000 | 1.260.169         | 630.241           | 629.928           | 714.760          | 56,72            | 360.404          | 354.356          | 545.409         | 43,28           | 269.837         | 275.572         |